# Larentia saisanica
Larentia saisanica là một loài bướm đêm trong họ Geometridae.